# Ptilinopus mercierii
Ptilinopus mercierii е изчезнал вид птица от семейство Гълъбови (Columbidae).

## Разпространение
Видът е разпространен във Френска Полинезия.